# Eurogamer
Eurogamer — интернет-издание, посвященное компьютерным играм: новостям, обзорам и т. п. Сайт управляется организацией Gamer Network Ltd., расположенной в Брайтоне, и был создан в 1999 году братьями Рупертом Ломаном и Ником Ломаном (Rupert Loman, Nick Loman). В настоящее время Eurogamer является одним из наиболее влиятельных европейских изданий о компьютерных играх. Gamer Network заявляет о том, что сайт собирает наибольшее число читателей среди независимых европейских изданий об играх (приводятся данные о более чем 5,7 миллионов уникальных пользователей в ноябре 2011). Также сообщается, что Eurogamer.net первым среди подобных сайтов получил подтверждение трафика от системы ABC Electronic.
Большинство из размещенных на сайте обзоров относятся к изданиям игр для европейского PAL региона, в результате чего количество обзоров американских и японских изданий значительно меньше. Впрочем, в некоторых случаях авторы возвращаются к ним позднее. В феврале 2006 Eurogamer.net запустил собственный видеоканал — Eurogamer TV. Однако через некоторое время он был полностью поглощен основным сайтом, превратившись в рубрику Eurogamer.net Videos.
Редактором сайта является Том Брэмуэлл (Tom Bramwell), сменивший на этой должности Кристана Рида (Kristan Reed) в январе 2008. Брэмуэлл дольше всех входит в редакцию издания, опубликовав свои первые работы ещё в 2000 году. Среди авторов издания такие нынешние и бывшие авторы PC Gamer, GamesTM, Edge и Rock, Paper, Shotgun как Оливер Уэлш, Кирон Гиллен, Джим Россиньоль, Джон Уокер, Саймон Паркин, Алек Меер, Ричард Ледбеттер, Дэн Уайтхед, Дэвид Маккарти, а также бывший редактор GamesIndustry.biz Роб Фейхи.

## Подразделения
Eurogamer анонсировал первую версию сайта на иностранном языке на событии Leipzig Games Convention в августе 2006. Таковым стал Eurogamer Germany на немецком языке. За ним последовали версии на французском языке (июнь 2007), португальском языке (май 2008), голландском языке (август 2008), испанском и итальянском языках (октябрь 2008), румынском языке (март 2009), чешском языке (май 2009), датском языке (июнь 2009), бельгийское издание (август 2009), а также версия на шведском языке (апрель 2010). В апреле 2011 голландская и бельгийская версии были объединены в Eurogamer Benelux. Румынское издание было закрыто в 2011. Первое издание вне Европы было открыто в ноябре 2012, им стала бразильская версия, названная Brasilgamer.
Существует сайт-побратим — GamesIndustry.biz. Он освещает в основном глобальные вопросы, касающиеся индустрии компьютерных игр. В мае 2008 данный сайт запустил GamesIndustry.biz Network, ориентированную на профессионалов индустрии.

## В прессе
Основатель издания Руперт Лоумэн дал интервью журналу MCV в феврале 2007. Также он появлялся на страницах Sunday Telegraph, где он рассказывал о полученном опыте, когда он выбрал работу над проектом Eurogamer, вместо посещения университета.

## Награды
На премии Games Media Awards сайт Eurogamer в 2007 победил в категориях «Лучший игровой сайт — Новости» и «Лучший игровой сайт — Обзоры и Статьи». Эти же две награды сайт получил и в 2008, а также выигрывал награду «Лучший игровой сайт» с 2008 по 2011, оставаясь в это время единственным подобным сайтом в истории. Заместитель редактора Том Брэмуэлл победил в категории «Лучший автор специализированного цифрового издания», а редактор Eurogamer TV Джонни Минкли (Johnny Minkley) занял первое место в категории «Лучший игровой сайт — Специальная Трансляция на массовом телевидении или радио» в 2007.
Руперт Лоумэн был назван «Бизнесменом года» в 2003 на премии Sussex Business Awards, а также получил титул «One to Watch» по версии The Observer в 2007. Он также вошел в число тридцати «Young Guns» по версии журнала Growing Business в октябре 2008.

## Eurogamer Expo
Первый раз выставка Eurogamer Expo прошла в 2008 году в рамках Лондонского Фестиваля Игр в здании Old Truman Brewery, мероприятие посетило более 4000 человек. В 2009 году выставка проводилась в октябре по двум адресам: The Royal Armouries в Лидсе и Old Billingsgate Market в Лондоне. Начиная с 2010 года Eurogamer Expo проводится в Эрлс-корте. В 2013 году ожидается проведение в том же месте с 26 по 29 сентября.
| Год  | Даты                        | Место                                          | Город       | Посетители |
| ---- | --------------------------- | ---------------------------------------------- | ----------- | ---------- |
| 2008 | 28-29 октября               | Old Truman Brewery                             | Лондон      | 4 000      |
| 2009 | 27-28 октября 30-31 октября | Royal Armouries Museum Old Billingsgate Market | Лидс Лондон | 12 000     |
| 2010 | 1-3 октября                 | Earls Court                                    | Лондон      | 20 000     |
| 2011 | 22-25 сентября              | Earls Court                                    | Лондон      | 34 500     |
| 2012 | 27-30 сентября              | Earls Court                                    | Лондон      | Недоступно |
| 2013 | 26-29 сентября              | Earls Court                                    | Лондон      | Недоступно |